# Іваново-Болгарська волость
Іваново-Болгарська волость — історична адміністративно-територіальна одиниця Аккерманського повіту Бессарабської губернії.
Станом на 1886 рік складалася з 10 поселень, 10 сільських громад. Населення — 14194 осіб (8620 чоловічої статі та 5902 — жіночої), 2528 дворових господарств.
|                     | Площа, десятин | У тому числі орної, дес. |
| ------------------- | -------------- | ------------------------ |
| Сільських громад    | 57549          | 33636                    |
| Приватної власності | 300            | 300                      |
| Казенної власності  | —              | —                        |
| Іншої власності     | 1200           | 943                      |
| Загалом             | 59049          | 34879                    |

Поселення волості:
- Іванова — колонія болгар при річці Киргиз за 105 верст від повітового міста, 1165 осіб, 167 дворових господарства, православна церква, школа, 2 лавки.
- Девлет Агач — колонія болгар при балці Алони, 1920 осіб, 252 дворових господарства, православна церква, школа, 2 лавки, винний склад.
- Дюльмень — колонія болгар при балці Гайдарати, 1469 осіб, 208 дворових господарств, православна церква, школа, 3 лавки.
- Ісерлія — колонія болгар при балці Киргиз-Китай, 1636 осіб, 227 дворових господарств, православна церква, школа, 3 лавки.
- Купорань — колонія болгар, 1312 осіб, 171 дворове господарство, православна церква, школа, 2 лавки.
- Дмитрівка — колонія болгар при балці Кіни-Дере, 1894 особи, 304 дворових господарства, православна церква, школа, 2 лавки, винний склад.
- Новотроян — колонія болгар при балці Котлабух, 1762 особи, 313 дворових господарств, православна церква, школа, 4 лавки.
- Саталик-Хаджи (Олександрівка) — колонія болгар при балці Котлабух, 1177 осіб, 207 дворових господарств, православна церква, школа, 2 лавки.
- Чийшия (Градиночийшия) — колонія болгар при балці Котлабух, 2563 особи, 411 дворових господарств, православна церква, школа, 5 лавок, 2 рейнських погреби, базари раз на 2 тижні.
- Чумлекіой — колонія болгар, 1856 осіб, 268 дворових господарств, православна церква, школа, 2 лавки.